# Eggenthal (Lupburg)
Eggenthal ist ein Gemeindeteil des Marktes Lupburg im Landkreis Neumarkt in der Oberpfalz.

## Geografie
Die Einöde Eggenthal liegt im Tal der Schwarzen Laber, die hier mäandernd von Nordwest in Richtung Südost fließt. Das Tal ist im Bereich des Ortes derart verengt, dass es für die langgestreckten Wirtschaftsgebäude der Einöde kaum Platz bietet. Eggenthal liegt 26 Kilometer südöstlich der Stadt Neumarkt in der Oberpfalz sowie einen Kilometer nordöstlich von Lupburg.

## Geschichte
Das bayerische Urkataster zeigt Eggenthal in den 1810er Jahren als ein am Nordufer der Schwarzen Laber gelegenes Einzelgehöft, dem ein Mühlbetrieb angegliedert ist. Bis in die 1970er Jahre hinein hatte Eggenthal zur Gemeinde Degerndorf gehört, deren Verwaltungssitz sich in Degerndorf befand. Neben dem namensgebenden Hauptort gehörten dazu noch die Orte Gottesberg, Höhendorf, Meierhof, Neuhof, Pöfersdorf, Pöllenhaid, Prünthal, Rackendorf, Rammersdorf, Rudolfshöhe und Wieselbruck. Als die Gemeinde Degerndorf mit der bayerischen Gebietsreform ihre Selbstständigkeit verlor, wurde Eggenthal im Jahr 1978 zusammen mit den meisten anderen Degerndorfer Gemeindeteilen in den Markt Lupburg eingemeindet. Im Jahr 1970 lebten fünf Einwohner in Eggenthal, 1987 waren es acht.

## Baudenkmäler in Eggenthal
- Liste der Baudenkmäler in Eggenthal